# Замыцкий, Константин Тимофеевич
Константин Тимофеевич Замыцкий — дворянин московский, дипломат на службе у московских князей Ивана III и Василия III.
В 1504 году был послан в Литву к Иваном III к своей дочери Елене Ивановне, которая была замужем за литовским князем Александром Ягеллоном. Официально целью поездки была доставка подарков, но, вероятно, что у миссии была и некоторая дипломатическая составляющая.
В 1509 году император Священной Римской империи Максимилиан направил в Москву посла для подтверждения торговых договоров. Василий III уклонился от встреч и по старой традиции отправил посла для переговоров в Новгород, который обычно заключал договоры с немцами от имени Руси. Крест над договором целовали Замыцкий и новгородские купеческие старосты Саларов и Кириллов.
В 1512 ездил в Литву по поводу жалоб о нарушениях мира и нападений в приграничной полосе. При возвращении доложил о договорённости прислать 23 апреля литовских судей на границу для решения пограничных споров. Доложил о трудностях, с которыми сталкивалась в Литве вдовствующая Елена Ивановна.
В 1519 году с 3 апреля по 23 мая был с посольством в Ливонского ордене где вёл переговоры с магистром ордена Альбрехтом Гогенцоллерн. В документах посольства назван ближним боярским сыном. В данный момент времени наметилось тесное сближение московского государства с Орденом, основанное на общей антилитовской политике. Орден, в частности, просил у Москвы денежные средства для содержания наёмной армии. Константин Тимофеевич докладывал о необычайном почёте с которым его принимал Альбрехт. (Лично встретил у дверей, шёл слева от посла, за обедом посадил на своё место). С магистром ордена велись не только прямые переговоры сторон, магистр выступал как посредник в переговорах римского папы Льва X с Василием III. Римский папа преследовал в этих переговорах несколько целей. Во первых, напуганный экспансией Османской империи в Европе, он хотел создать широкую антитурецкую коалицию. В этой коалиции единым фронтом должны были выступать, в частности, Москва, Польша и Литва. Отсюда желание примирить Москву с Польшей. Другой целью было добиться принятия греко-католической унии. Василий согласен был обсуждать политические союзы, но от участия в унии отказывался. Отъезду Замыцкого в Орден непосредственно предшествовал приезд в Москву папского посла Шомберга.
В 1520 был воеводой в каком-то городе, вероятно, в Нижнем Новгороде.
В 1533 году ездил послом к молдавскому господарю Петру